# Кекертак-Аваннарлек
Кекертак-Аваннарлек (гренл. Qeqertaq Avannarleq — «самый северный остров») — псевдоостров размером около 60 на 30 м и высотой до 3 м, открытый датскими и швейцарскими учёными за Полярным кругом у северной оконечности Гренландии в июле 2021 года. Исследователи считали его самой северной точкой суши и самым северным островом на Земле, ближайшим к Северному полюсу.
Был расположен на 780 метров северо-западнее острова Оодаак (возможно — уже исчезнувшего), ранее претендовавшего на звание самой северной точки Земли на суше, в повторных поисках которого учёные и обнаружили Кекертак-Аваннарлек. В 2022 году учёные опровергли открытие, заявив о том, что остров на самом деле оказался насыпью на айсберге. Исследование помогло лучше понять феномен исчезновения островов-призраков.

## Критика
Отдельными специалистами по Северной Гренландии открытие «нового самого северного острова» оспаривается; озвучено предположение, что Кекертак-Аваннарлек является открытым ранее, в 2007 году, островом Стрэй-Дог-Вест.